# Ophistreptus gabonensis
Ophistreptus gabonensis är en mångfotingart som först beskrevs av Demange 1971.  Ophistreptus gabonensis ingår i släktet Ophistreptus och familjen Spirostreptidae. Inga underarter finns listade i Catalogue of Life.